# Ponctuation de texte
On appelle ponctuation de texte, à la différence de la ponctuation tout court, l'ensemble des marques qui indiquent au lecteur la structure d'un énoncé entier, indépendamment de sa composition en phrases.

## Différence entre ponctuation de phrase et ponctuation de texte
La ponctuation tout court, dite « ponctuation de phrase », est basée sur l'emploi de signes noirs tels que la virgule, le point-virgule, le deux-points, le point, etc., le tiret de liste ou de dialogue, et les paires ouvrantes et fermantes liées à la composition interne du texte dans les limites de la phrase, notamment complexe, avec principalement les tirets (d'incise), les parenthèses et les guillemets.
La ponctuation de texte, quant à elle, est basée sur l'emploi de signes blancs, parfois ou souvent (selon les types et genres de textes) associés à des indices ou composants alphanumériques noirs qui ne constituent pas des phrases, à savoir notamment les titres, les sous-titres ou intertitres, les manchettes et les sommaires.

## Hiérarchie des ponctuants blancs
On trouve ainsi dans un livre de type prose linéaire standard (par exemple un récit de voyage), ci-dessous classés hiérarchiquement « de bas en haut », c'est-à-dire du plus près de la phrase au plus loin de la phrase :
1. des alinéas ouvrants (retraits) et fermants (lignes creuses), qui marquent la composition en paragraphes ;
2. des interlignes, espacements ou intervalles verticaux, parfois renforcés ou agrémentés d'une vignette, d'un ou plusieurs astérisques, etc., qui marquent la composition en sections ; lorsque la section possède un thème récapitulé dans une table des matières (autrefois nommée « Table des principales matières contenues dans cet ouvrage »), ce thème est nommé sous la forme de quelques mots placés dans les « grandes marges » (ou « grands fonds »), marges extérieures qui sont opposées au côté intérieur de la page, côté de la reliure ;
3. des pages creuses fermantes en fin de chapitre, ouvrantes en début de chapitre, ces dernières complétées d'un numéro, d'un titre, d'un sommaire (résumé du type :  « Où nous rencontrâmes pour la première fois les Jivaros réducteurs de tête ») ;
4. des pages blanches fermantes en fin de livre, ouvrantes en début de livre, nommées « pages de garde », suivies pour ces dernières d'une page de faux titre (page 3 ou 5), d'un frontispice (page 4 ou 6), et d'une page de grand titre (page 5 ou 7) ; ce niveau signale une composition en volume, voire en tome.

## Œuvres, livres, volumes physiques et tomes logiques
Au cinquième niveau de composition textuelle, une œuvre vient en un ou plusieurs livres (cf. À la recherche du temps perdu, de Proust, dont le premier livre ou le premier tome est Du côté de chez Swann). La division physique d'une œuvre en plusieurs objets reliés séparément crée des volumes (on parlera donc des trois volumes de La Princesse de Clèves), et sa division en unités de sens crée des tomes. C'est ainsi que la Bible peut être en deux tomes, l'Ancien Testament composant le tome I et le Nouveau Testament, l'Apocalypse, les Épîtres et les Actes des Apôtres le tome II.